# Рубцова, Елена Ивановна
Елена Ивановна Рубцова (1911, Москва — 1984, там же) — советская актриса театра и кино.

## Биография
Родилась в Москве.
Ученица Константина Сергеевича Станиславского.
В 1940-е годы — актриса Московского драматического театра имени Станиславского.
Актриса Малого театра с 16 февраля 1950 г. по 5 ноября 1984 г.
Умерла в 1984 году. Похоронена на Ваганьковском кладбище в Москве.

## Фильмография
1. 1956 — Крылья — Татьяна Свиридовна, жена Терещенко
2. 1959 — Растеряева улица — Глафира
3. 1966 — Дачники — баба, ищущая потерявшегося мальчика
4. 1967 — Пропавший чиновник — эпизод
5. 1968 — Семь стариков и одна девушка — женщина на лавочке
6. 1973 — Обрыв — Анна Васильевна
7. 1976 — Вы мне писали — мать Юрия
8. 1976 — Сказ про то, как царь Пётр арапа женил — бабушка Наташи
9. 1977 — Гроза — Феклуша
10. 1978 — Власть тьмы — сваха
11. 1978 — Целуются зори — Акимовна
12. 1979 — Мамуре — Эжени
13. 1981 — Беседы при ясной луне — Квасова
14. 1982 — Вы чьё, старичьё?

## Аудиокниги
- А. П. Чехов в исполнении мастеров художественного слова (1954)